# Зеленино (Перемышльский район)
Зеленино — деревня в Перемышльском районе Калужской области. Входит в сельское поселение деревня Григоровское.

## География
Расположена на административной границе Калужской области, в 27 километрах на восток от районного центра — села Перемышль. Рядом деревни Алексеевское и Чесноки.

## Население
| 2002 | 2010 |
| ---- | ---- |
| 25   | ↘21  |

## История
В атласе Калужского наместничества, изданного в 1782 году, — Зеленинское, обозначено на карте и упоминается как село Лихвинского уезда

Село Зеленинское с пустошами Ивана Данилова сына Ханыкова, Михаила Петрова сына Племянникова, Катерины Тихоновой дочери Буланиной. По обе стороны речки Подгородьи на коей два пруда и церковь Иоанна Богослова...— Описания и алфавиты к Калужскому атласу Ч.1.
Исповедные ведомости за 1797 г. сообщают, что это "село господина надворного советника Алексея Иванова сына Ханыкова. В селе церковь святителя Николая Чудотворца, дьячек Герасим Трофимов с женой Феодорой Михайловой да детьми их Иваном, Николаем, Марьей и Саввой" 
В 1858 году сельцо (вл.) Зеленино (Зеленинское) 2-го стана Лихвинского уезда, при речке Свабоди, 19 дворов  164 жителя, по левую сторону от транспортного тракта из Калуги в Одоев.
К 1914 году Зеленино — сельцо Нелюбовской волости Лихвинского уезда Калужской губернии с собственной земской школой. В 1913 году население — 314 человек.
В годы Великой Отечественной войны деревня была оккупирована войсками Нацистской Германии с начала октября по конец декабря 1941 года. Освобождена в ходе Калужской наступательной операции частями 50-й армии генерал-лейтенанта И. В. Болдина.
Православный храм Иоанна Богослова утерян, дата постройки и разрушения неизвестны.